# Туркі Аль-Худхайр
Туркі Аль-Худхайр (араб. تركي الخضير; 30 листопада 1979) — футбольний арбітр із Саудівської Аравії. Він судить у Саудівській професійній лізі з 2009 року. З 2014 року арбітр ФІФА. Судив на Кубку Азії 2019 року, а також судив фінал Кубка наслідного принца Саудівської Аравії 2015 року.

## Суддівська кар'єра
17 березня 2015 року судив на матч кваліфікації чемпіонату світу з футболу 2018 року в Росії під час матчу між Брунеєм і Китайським Тайбеєм.
16 грудня 2019 року, після матчу між клубами індійської Суперліги «Бенгалуру» та «Мумбаї Сіті ФК» (який «Мумбаї Сіті» виграв у «Бенгалуру» з рахунком 3–2), тренер ФК «Мумбаї Сіті» португалець Хорхе Коста висунув звинувачення проти Аль-Худхайр за те, що той назвав гравця «Мумбаї Сіті» габонця Сержа Кевіна расистським словом «мавпа». 17 грудня 2019 року про звинувачення було повідомлено Всеіндійській футбольній федерації, і федерація розпочала розслідування проти Аль-Худхайра. «AIFF дотримується політики нульової толерантності до расизму, і скарга була передана до Дисциплінарного комітету для розслідування цього питання та вжиття відповідних заходів у разі встановлення вини», — заявили в AIFF.